# 浜地海水浴場

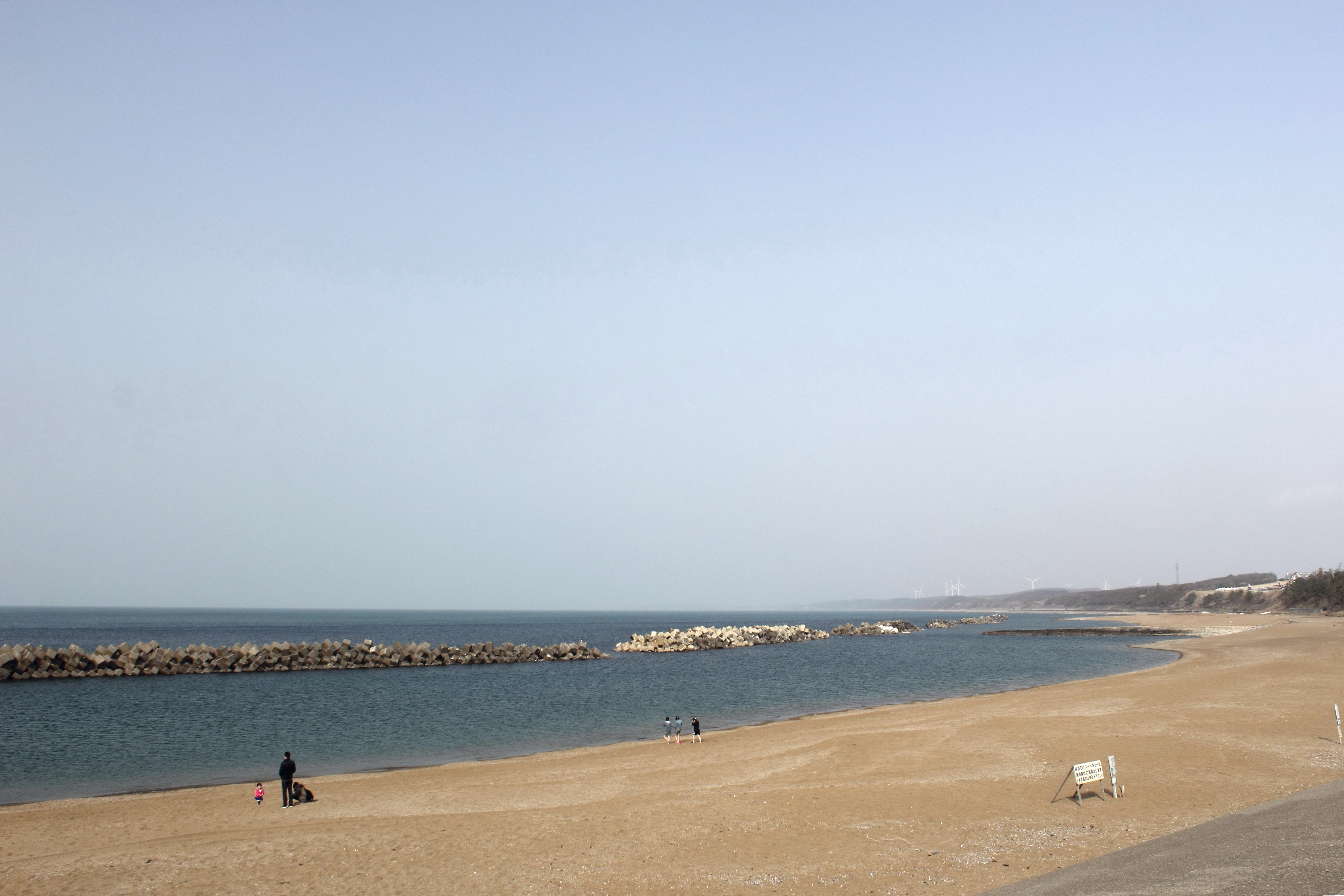
浜地海水浴場(3月の風景)

浜地海水浴場（はまぢかいすいよくじょう）は、福井県坂井市三国町にある海水浴場である。

## 特徴
福井県内有数の水質、静かでプライベート的な入り江になっている形状が特徴。ライフセーバーが常駐しており、海上での事故だけでなくファーストエイドにも対応している。東尋坊や越前松島水族館、芝政ワールドからも近い。
- 砂浜の広さ:長さ:230m、幅:80m

## 概要
期間
- 7月上旬から8月下旬

## 所在地
- 福井県坂井市三国町浜地

### 交通アクセス

#### 公共交通機関
- 北陸新幹線・ハピラインふくい線 芦原温泉駅、または えちぜん鉄道三国芦原線 あわら湯のまち駅から、京福バス 85・97系統（東尋坊線）「龍翔博物館」行きに乗車、「浜地」下車すぐ。
- えちぜん鉄道三国芦原線 三国駅、または三国港駅から、京福バス 84・96系統（東尋坊線）「芦原温泉駅」行きに乗車、「浜地」下車すぐ。

#### 自動車道
- 大阪・名古屋方面

北陸自動車道 福井北ICより国道416号、福井県道・石川県道5号福井加賀線（芦原街道）経由など。
- 石川・富山方面

北陸自動車道 金津ICより国道8号経由等、複数有。

## 周辺
- 東尋坊
- 芦原温泉
- 三国温泉
- 三国港
- 越前松島水族館
- 芝政ワールド
- 雄島
- 東尋坊タワー
- 丸岡城